# Друммонд, Генри
Генри Друммонд (Драммонд, англ. Henry Drummond; 17 августа 1851, Стерлинг — 11 марта 1897) — шотландский богослов-натуралист, путешественник и писатель.

## Биография
Обучался в Эдинбургском университете, где во время учебы проявил склонность к физико-математическим наукам. Однако решение заниматься теологией оказалось сильнее и он стал служителем Свободной Церкви Шотландии.
С 1877 работал преподавателем естественных наук в колледже при церкви в Глазго, что позволило ему соединить служение Богу и изучение природы, то к чему он всю жизнь чувствовал призвание.
Занимался научными исследованиями, в результате которых опубликовал труд «Естественный закон в духовном мире» (англ. «Natural law in the spiritual world»), переведенный на большинство языков мира, сочинение о законах природы в духовном мире, аргументом которого является то, что научный принцип непрерывности простирается от физического мира в духовный.
Вместе с геологом Гейки он объездил Скалистые горы в Северной Америке. Затем, прежде чем его книга была издана в 1883 году, получил приглашение от одной из африканских компаний совершить научное путешествие в Центральную Африку.
В 1883—1884 побывал в Центральной Африке с целью геологических и ботанических исследований в районах озёр Ньяса и Танганьика. Об этом путешествии издал книгу «Tropical Africa» (1888), ценный сборник информации о Тропической Африке и извлечение из неё — «Travel sketches in our new protectorate».
Его сочинение «Natural law in the spiritual world» (1883, выдержало 30 изданий), в котором Друммонд старается примирить естественные науки с Библией, доставило ему необыкновенную популярность и разошлось более чем в 100 000 экземплярах.
Позже Драммонд совершил путешествия в Японию (1890), Австралию и на Новые Гебриды, продолжал одновременно активно заниматься миссионерской деятельностью.
Ещё больший успех Друммонд имел своим трудом «The greatest thing in the world» (1889, 20 изд. 1890), разошедшимся в течение года в 250 000 экземплярах. В 1891 г. появилось его «Рах vobiscum».
Кроме того, он автор многих трудов по богословию. В переводе на русский язык печатались его работы «Как преобразить нашу жизнь», «Мир с вами».
В течение нескольких лет Друммонд страдал от рака костей и умер в результате болезни 11 марта 1897 года.

## Избранная библиография
- Natural Law in the Spiritual World (1883)
- Tropical Africa (1888)
- The Greatest Thing in the World and Other Addresses (1894)
- The Ascent of Man (1894)
- The Ideal Life and Other Unpublished Addresses (1897)
- The Monkey That Would Not Kill (1898)
- The New Evangelism and Other Papers (1899)